# Geostachys decurvata
Geostachys decurvata là một loài thực vật có hoa trong họ Gừng. Loài này được John Gilbert Baker mô tả khoa học đầu tiên năm 1892 dưới danh pháp Alpinia decurvata. Năm 1898, Henry Nicholas Ridley chuyển nó sang chi Geostachys.